# Oscilador de puente de Wien

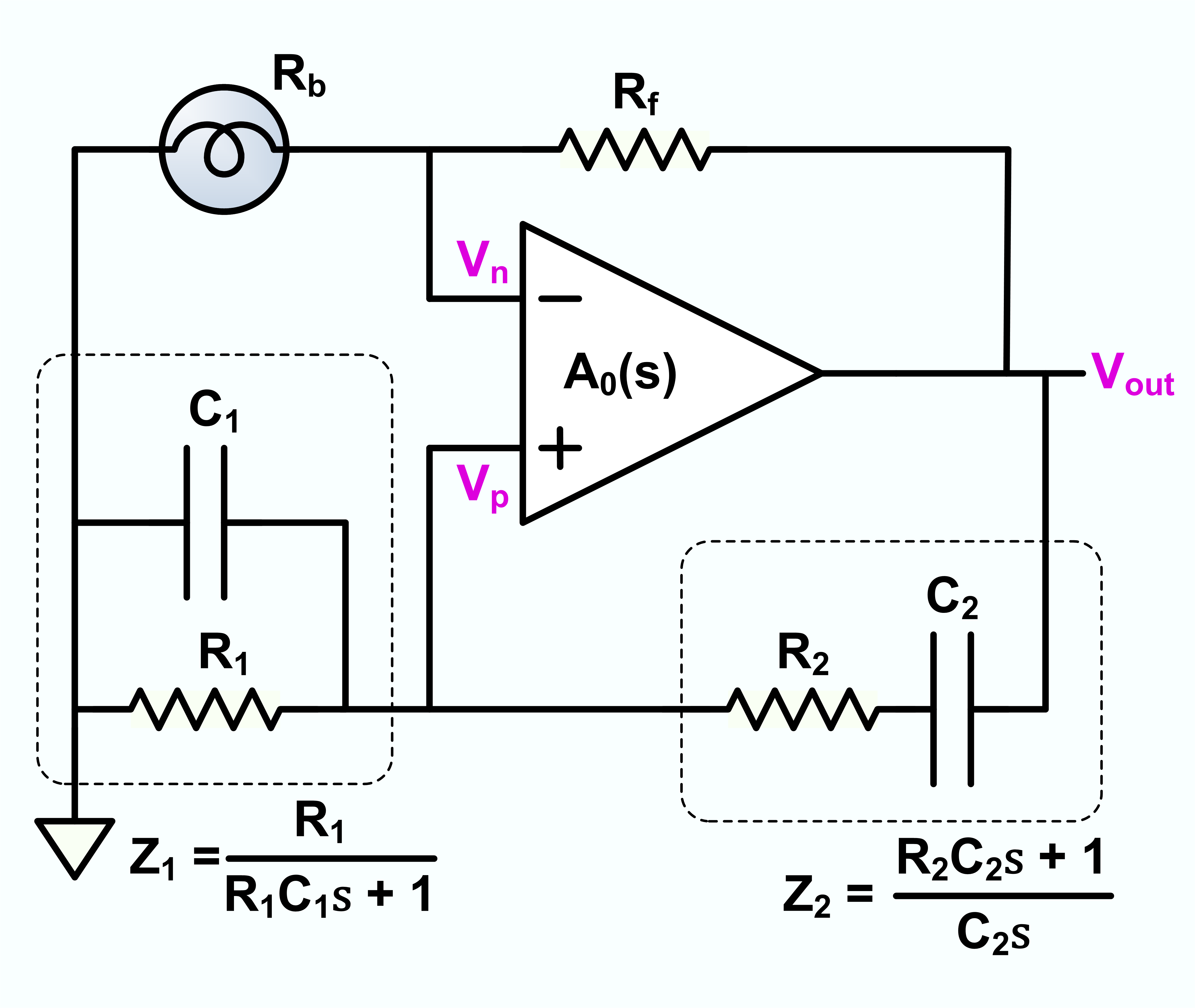
Esquema de un oscilador de Puente de Wien en el cual Rb es una pequeña lámpara incandescente. Generalmente, R1=R2=R y C1=C2=C. En condiciones normales, la lámpara se calienta hasta que su resistencia es igual a Rf/2.

Un oscilador de puente de Wien es un oscilador electrónico que genera ondas sinusoidales, mediante un amplificador realimentado por  un puente compuesto de cuatro resistencias y dos condensadores, originalmente desarrollado por el físico alemán Max Wien en 1891, para la medición de impedancias.

## Historia
En 1937, el ingeniero estadounidense Larned Ames Meacham solicitó una patente para un oscilador basado en el puente de Wien. Posteriormente, Hermon Hosmer Scott solicitó una patente para osciladores basados en diversos circuitos de puente, incluido el de Wien. El circuito moderno está derivado de la tesis presentada por William Hewlett, para obtener el máster en la Universidad de Stanford. Hewlett solicitó una patente en julio de 1939 de su dispositivo, al cual denominó "generador de oscilación de frecuencia variable". Hewlett y David Packard fundaron posteriormente la empresa Hewlett-Packard cuyo primer producto fue el HP 200A, un oscilador de ondas sinusoidales de precisión basado en el puente de Wien. El 200A se convirtió en un instrumento electrónico clásico conocido por su baja distorsión. 
La primera patente para un oscilador de puente de Wien a base de transistores bipolares fue concedida en 1962 a los ingenieros estadounidenses Henry Herbig y Edward Schmidt durante su trabajo en la empresa International Telephone and Telegraph Corporation. Este oscilador era usado para la identificación de los suscriptores en las redes telefónicas. En 1965 Thomas McCall solicitó una patente para una mejora de los anteriores diseños que incluía el uso de un diodo Zener para estabilizar la amplitud de las oscilaciones. Ese año, el físico japonés Izuo Hayashi, residenciado en Estados Unidos, solicitó una patente para su versión del oscilador realizada con transistores FET la cual era un oscilador de desplazamiento de fase con frecuencia variable.

## Estabilización de amplitud
La clave del oscilador de baja distorsión de Hewlett es una efectiva estabilización de amplitud. La amplitud de los osciladores electrónicos tiende a aumentar hasta que la señal es recortada o se alcanza alguna limitación de ganancia. Esto lleva a una distorsión debido a los armónicos de frecuencias altas, lo que es un efecto indeseado.
William Hewlett usó una lámpara incandescente en la realimentación del oscilador para limitar la ganancia. La resistencia de las lámparas incandescentes (así como otros elementos similares que producen calor) aumenta a medida que su temperatura aumenta. Si la frecuencia de oscilación es significativamente superior que la constante térmica del elemento que produce calor, la potencia irradiada será proporcional a la potencia del oscilador. Debido a que los elementos que producen calor son cuerpos negros, estos siguen la Ley de Stefan-Boltzmann. La potencia irradiada es proporcional a {\displaystyle T^{4}}, por lo que la resistencia aumenta a una mayor proporción que la amplitud de la señal. Si la ganancia es inversamente proporcional a la amplitud de la oscilación, la ganancia del oscilador alcanza un estado estable en dónde opera como un amplificador de clase A casi ideal, logrando de esta manera una baja distorsión.

## Análisis del oscilador

### Primer Caso
Según la teoría del análisis de redes eléctricas en corriente alterna, la impedancia (o más exactamente, la reactancia) de un condensador está dada por:

(1){\displaystyle {\begin{matrix}Z_{C}&=&-jX_{C}\\&=&\displaystyle {\frac {-j}{2\pi fC}}\end{matrix}}}

donde {\displaystyle j} es la unidad imaginaria. Si {\displaystyle R_{1}\neq R_{2}} y {\displaystyle C_{1}\neq C_{2}}, al observar la imagen que encabeza este artículo, se deduce que la relación entre el voltaje de salida y el de entrada de la red de realimentación (y no del amplificador), está dada por: 

(2){\displaystyle {\begin{array}{lcl}{\cfrac {V_{p}}{V_{out}}}&=&{\cfrac {Z_{1}}{Z_{1}+Z_{2}}}\\&&\\&=&{\cfrac {\cfrac {R_{1}*(-jX_{1})}{R_{1}-jX_{1}}}{{\cfrac {R_{1}*(-jX_{1})}{R_{1}-jX_{1}}}+(R_{2}-jX_{2})}}\\&&\\&=&{\cfrac {-jR_{1}X_{1}}{(R_{1}-jX_{1})*(R_{2}-jX_{2})-jR_{1}X_{1}}}\\&&\\&=&{\cfrac {R_{1}X_{1}}{R_{1}X_{1}+j(R_{1}-jX_{1})(R_{2}-jX_{2})}}\\&&\\&=&{\cfrac {R_{1}X_{1}}{(R_{1}X_{1}+R_{1}X_{2}+X_{1}R_{2})+j(R_{1}R_{2}-X_{1}X_{2})}}\end{array}}}

donde {\displaystyle X_{1}} y {\displaystyle X_{2}} son las reactancias de cada condensador. Si el desfase total introducido por la red de realimentación es cero, la parte imaginaria del denominador de esta ecuación es cero también. Por lo tanto:

(3){\displaystyle {\begin{array}{rrl}\\R_{1}R_{2}-X_{1}X_{2}&=&0\\R_{1}R_{2}&=&X_{1}X_{2}\\&=&{\cfrac {1}{2\pi fC_{1}}}*{\cfrac {1}{2\pi fC_{2}}}\end{array}}}

Sustituyendo {\displaystyle f} por {\displaystyle f_{r}} (frecuencia de resonancia de la red de realimentación) en la ecuación (3), se deduce que su valor está dado por:

(4){\displaystyle f_{r}={\frac {1}{2\pi {\sqrt {R_{1}R_{2}C_{1}C_{2}}}}}}

Si el desfase es cero, es fácil ver que la atenuación que introduce la red de realimentación a la frecuencia de resonancia es:

(5){\displaystyle {\begin{array}{lcl}b&=&{\cfrac {R_{1}X_{1}}{R_{1}X_{1}+R_{1}X_{2}+R_{2}X_{1}}}\\&&\\&=&{\cfrac {R_{1}C_{2}}{R_{1}C_{2}+R_{1}C_{1}+R_{2}C_{2}}}\\&&\\&=&{\cfrac {R_{1}}{R_{1}+R_{2}+R_{1}{\cfrac {C_{1}}{C_{2}}}}}\end{array}}}

Por esta razón, mediante una adecuada elección de resistencias y condensadores, la atenuación debe ser tal que se cumpla la ecuación:

(6){\displaystyle A_{v}*b={\Bigg (}1+{\cfrac {R_{f}}{R_{b}}}{\Bigg )}*b=1}

en la cual {\displaystyle A_{v}} es la amplificación. De forma equivalente:

(7){\displaystyle {\frac {R_{f}}{R_{b}}}={\frac {R_{2}}{R_{1}}}+{\frac {C_{1}}{C_{2}}}}

### Segundo caso
Si las resistencias son iguales entre sí al valor "R" y los condensadores al valor "C", al hacer la sustitución en la ecuación (4) la frecuencia de resonancia es:

(6){\displaystyle f_{r}={\frac {1}{2\pi RC}}}

La atenuación de la red de realimentación, a la frecuencia de resonancia, según la ecuación (5), está dada por:

(7){\displaystyle b={\cfrac {RX}{3RX}}={\frac {1}{3}}}

por lo que la ganancia de voltaje debe valer 3 para que se mantengan las oscilaciones. Como la ecuación de la ganancia del amplificador es:

(8){\displaystyle A_{v}=1+{\frac {R_{f}}{R_{b}}}=3}

se infiere que:

(9){\displaystyle R_{f}=2R_{b}}

## Análisis de la impedancia de entrada
Si se aplica una tensión directamente en la entrada no inversora de un amplificador ideal con realimentación, la corriente de entrada será:
{\displaystyle i_{\rm {in}}={\frac {v_{\rm {in}}-v_{\rm {out}}}{Z_{f}}}}
Donde {\displaystyle v_{in}} es la tensión de entrada, {\displaystyle v_{out}} es la tensión de salida, y {\displaystyle Z_{f}} es la impedancia de realimentación. Si definimos la ganancia de voltaje como:
{\displaystyle A_{v}={\frac {v_{\rm {out}}}{v_{\rm {in}}}}}
Y la admitancia de entrada se define como:
{\displaystyle Y_{i}={\frac {i_{\rm {in}}}{v_{\rm {in}}}}}
La admitancia de entrada puede ser redefinida como:
{\displaystyle Y_{i}={\frac {1-A_{v}}{Z_{f}}}}
Para el puente de Wien, Zf está dada por:
{\displaystyle Z_{f}=R+{\frac {1}{j\omega C}}}
Sustituyendo y resolviendo:
{\displaystyle Y_{i}={\frac {\left(1-A_{v}\right)\left(\omega ^{2}C^{2}R+j\omega C\right)}{1+\left(\omega CR\right)^{2}}}}
Si {\displaystyle A_{v}} es mayor a 1, la admitancia de entrada es una resistencia negativa (NDR) en paralelo con una inductancia. La inductancia es:
{\displaystyle L_{\rm {in}}={\frac {\omega ^{2}C^{2}R^{2}+1}{\omega ^{2}C^{2}\left(A_{v}-1\right)}}}
Si se coloca un condensador con el mismo valor de C en paralelo con la entrada, el circuito tiene una resonancia natural a:
{\displaystyle \omega ={\frac {1}{\sqrt {L_{in}C}}}}
Sustituyendo y resolviendo para la inductancia:
{\displaystyle L_{\rm {in}}={\frac {R^{2}C}{A_{v}-2}}}
Si necesita un {\displaystyle A_{v}} con un valor de 3:
{\displaystyle L_{\rm {in}}=R^{2}C}
Sustituyendo:
{\displaystyle \omega ={\frac {1}{RC}}}
O también:
{\displaystyle f={\frac {1}{2\pi RC}}}
Similarmente, la resistencia de entrada a la frecuencia determinada arriba es:
{\displaystyle R_{\rm {in}}={\frac {-2R}{A_{v}-1}}}
Para {\displaystyle A_{v}} = 3:
{\displaystyle R_{\rm {in}}=-R}